# Окамото, Кихати
Киха́ти Окамо́то (яп. 岡本 喜八 (喜八郎), настоящее имя — Кихатиро Окамото, 17 февраля 1923, Йонаго, префектура Тоттори, Япония — 19 февраля, 2005, Кавасаки, Япония) — японский режиссёр, работавший преимущественно в жанровом кино. Лауреат международных и национальных кинофестивалей.

## Биография
Когда Окамото было пять лет, дед впервые повел его в кино. Немые фильмы сопровождались комментариями бэнси. К началу сеанса Окамото с дедом опоздали, они вошли в зал, когда в нём уже стояла темнота. На экране рубились персонажи, а бэнси воскликнул: «Умри!!!». Испуганный мальчик закричал.
В своих интервью Окамото говорил, что долгое время в юности не смотрел фильмы. В то время считалось, что это дурно влияет на подрастающее поколение.
В семнадцать лет переехал в Токио и поступил в Университет Мэйдзи. В то время он любил американские боевики и французские комедии. В 1943 году в девятнадцать лет закончил специальный факультет коммерции этого университета (техникум, подобный тип учебной программы просуществовал до 1943 года). 

### Начало работы в кино
В одном из своих интервью Окамото рассказывал, что после окончания обучения он проработал некоторое время на студии Тохо в качестве помощника режиссёра Микио Нарусэ, мечтал снять самостоятельно фильм и утверждал, что готов был после этого даже к смерти. В это время он посмотрел очень большое количество фильмов, надеясь выработать свой оригинальный стиль. Студия сократила количество проектов, над которыми работала, из-за проблем с их финансированием в годы войны, в связи с этим Окамото был направлен на работу на завод, который производил истребители, где проработал до 1945 года. Только тогда он был призван в армию. В армии он находился только восемь месяцев, после чего вернулся к работе на студии Тохо.
Некоторые кинокритики утверждали, что Окамото оказался единственным человеком, пережившим бомбардировку его военного училища американскими бомбардировщиками Boeing B-29 Superfortress. Сам режиссёр говорил в интервью американскому журналисту:

«Можно сказать, это чудо, что я пережил войну, поскольку статистические данные показывают, что наибольшее число людей, убитых на ней, были те, кто родился, как и я, в 1924 году»
Оригинальный текст (англ.)You could say it's a miracle I survived the war at all, since statistics show that the largest number of people killed were those born, like me, in 1924.
— Mes, Tom. A Tribute to Kihachi Okamoto
К 1947 году Окамото работал ассистентом режиссёра на студии Тохо с режиссёрами Исиро Хонда, Микио Нарусэ, Масахиро Макино, Сэнкити Танигути (в фильме «Следы на снегу», по сценарию Акира Куросавы). Эту должность он исполнял в течение десяти лет (а по другим данным — даже пятнадцать лет), после чего получил возможность снимать собственные фильмы.

### Начало самостоятельной работы
В качестве режиссёра Окамото снял в 1958 году свои первые фильмы — романтические комедии с участием Идзуми Юкимуры «Все про замужество» и «Юные особы»".
Лучшие его работы раннего периода творчества — фильмы про якудза. В двух таких фильмах у него снялся Тосиро Мифунэ — в «Большом боссе» и «Последней перестрелке». Показателен для этого жанра творчества режиссёра фильм «Пир в преисподней». Главный герой — сутенёр, который умело подражает пению птиц и любит кофе с пышками. Он находит фотоплёнку, а проявив её, обнаруживает, что на фотографиях снят его бывший сослуживец. Вскоре он узнает, что тот погиб в железнодорожной катастрофе. На одной из фотографий погибший заснят читающим статью в газете о железнодорожной катастрофе, в которой он погиб. Герой находит его и начинает шантажировать…
Первым фильмом Окамото на военную тему стала картина «Гарнизон отчаянных», напомнившая кинокритикам вестерны Джона Форда, который действительно был любимым режиссёром Окамото (режиссёр неоднократно признавался в любви к американской культуре, в частности утверждал, что идея фильма «Дзатоити против Ёдзимбо» была подсказана ему одним из рассказов Дэшила Хэммета). Популярность фильма привела к съёмкам сиквела. Коммерческий успех заставил режиссёра снять целую серию подобных фильмов. Сам он утверждал, что подобные картины помогли ему избавиться от «эха войны», сохранявшегося в его сердце. Один из таких фильмов — «Отряд вольных головорезов идёт на Запад». Японский отряд № 463 разгромлен китайцами. Пропало его боевое знамя. Проштрафившиеся японские солдаты и офицер другого отряда направлены командованием на его розыски. На встречу ему попадаются солдаты японской армии, которые по разным причинам перешли на сторону китайцев. Часто они оказываются честнее тех, кто остался верен императору… Кинокритик Тадао Сато воспринимал фильмы Окамото как сатиру на японскую императорскую армию.
Режиссёр продолжал оставаться в тени Акиры Куросавы и после выхода своих первых дзидайгэки. В это время Япония находилась в условиях экономического кризиса, крупные студии сворачивали производство, поэтому картины были выпущены независимыми дистрибьютерами. «Человека-пулю», «Боевой клич» и «Вечер чарльстона» — Art Guild Theater; «Перевал великого Будды» — Takarazuka Eiga; «Самурай-убийца», «Красный лев» и «Гарнизон смертников» — продюсерская компания Тосиро Мифунэ. Один из лучших подобных фильмов режиссёра — «Самурай-убийца» (1965). Фильм снят по повести Дзиромасы Гундзи «Япония самураев» на основе реального исторического события, известного как «инцидент у ворот Сакурада». В марте 1860 года заговорщиками был убит Ии Наосукэ, главный советник сёгуна Токугава. Фильм начинается с того, что заговорщики подстерегают Ии у ворот Сакурада, но советник сёгуна не появляется вопреки их ожиданиям…

### Попытки выйти за пределы жанрового кино
В последние 20 лет своей жизни Окамото снял всего четыре картины. Наиболее интересный фильм среди них — «Диксиленд для даймё», попытка совместить эстетику джаза и самурайское кино. Три негра-раба получили свободу после войны между Севером и Югом США и решили отправиться домой в Африку, их корабль потерпел крушение у берегов Японии, а уцелевшим пришлось приспосабливаться к реалиям эпохи Мэйдзи.
В возрасте 68 лет впервые Окамото получил две награды от японской Киноакадемии — за картину «Грандиозное похищение: дети радуги» 1991 года, один из немногих фильмов режиссёра, где он сделал осторожную попытку выйти за пределы жанрового кино. Фильм был снят по роману «Грандиозное похищение» писателя Сина Тэндо. Группа преступников похищает богатую старуху. События начинают развиваться непредсказуемо. Старуха сама выбирает место, где её лучше спрятать, придумывает новое название банды — «Дети радуги», назначает размер выкупа за своё освобождение — 10 миллиардов иен.
За пределами Японии Окамото был неизвестен до конца 90-х годов.
В начале XXI века режиссёр испытывал серьёзные трудности со здоровьем. После инсульта Окамото также страдал от проблем с лёгкими. Он умер от рака пищевода через два дня после того, как ему исполнился 81 год, 19 февраля 2005 года.
Через год после смерти Окамото жена режиссёра и его продюсер Минэко Окамото попросила художника Масаки Миямаварэ написать картину по мотивам книги Футаро Ямады «Повозка с волшебным фонарем», над экранизацией которой работал незадолго до своей смерти режиссёр. Основной персонаж картины был списан при этом с актёра Тацуи Накадая, игравшего в нескольких фильмах Окамото. Сам актёр был восхищён картиной и решил закончить этот проект.

## Особенности творчества и его признание
Окамото является автором двух книг о кино.
В одной из своих статей Окамото писал, что кино находится на границе между правдой и вымыслом. Он любил в самый драматический момент неожиданно «разрядить» напряжение зала музыкальными номерами, шутливыми диалогами и гэгами. Картины режиссёра часто затрагивают философские темы. Он обращается к наиболее спорным моментам японской истории. Вместе с тем, режиссёр считал, что кино должно в первую очередь «развлекать».
В октябре 2014 года в Москве и Санкт-Петербурге проводилась персональная ретроспектива фильмов режиссёра.
Целую главу посвятил Кихати Окамото в своей книге «Outlaw Masters of Japanese Film» Крис Дежарден.

## Избранная фильмография в качестве режиссёра
Режиссёр снял большое количество фильмов, многие из них не выходят за рамки жанрового кино. На ретроспективах режиссёра, представлявших его творчество, Отделом Японской Культуры Japan Foundation были представлены:

| Год  |   | Русское название                              | Оригинальное название     | Роль                |
| ---- | - | --------------------------------------------- | ------------------------- | ------------------- |
| 1961 | ф | Босс умрёт на рассвете                        | яп. 顔役暁に死す          | режиссёр            |
| 1963 | ф | Воюющие мерзавцы                              | яп. 戦国野郎              | режиссёр, сценарист |
| 1965 | ф | Самурай-убийца                                | яп. 侍                    | режиссёр            |
| 1966 | ф | Меч судьбы                                    | яп. 大菩薩峠              | режиссёр            |
| 1968 | ф | Убей!                                         | яп. 斬る                  | режиссёр, сценарист |
| 1970 | ф | Дзатоити и телохранитель (Дзатоити и Ёдзимбо) | яп. 座頭市與用心棒        | режиссёр, сценарист |
| 1971 | ф | Битва за Окинаву                              | яп. 激動的昭和史 沖繩決戰 | режиссёр, сценарист |
| 1986 | ф | Диксиленд для даймё                           | яп. ジャズ大名            | режиссёр, сценарист |
| 1991 | ф | Грандиозное похищение: дети радуги            | яп. 大誘拐                | режиссёр, сценарист |
| 1995 | ф | Восток встречается с Западом                  | яп. East Meets West       | режиссёр, сценарист |